# Alto-falante sem fio

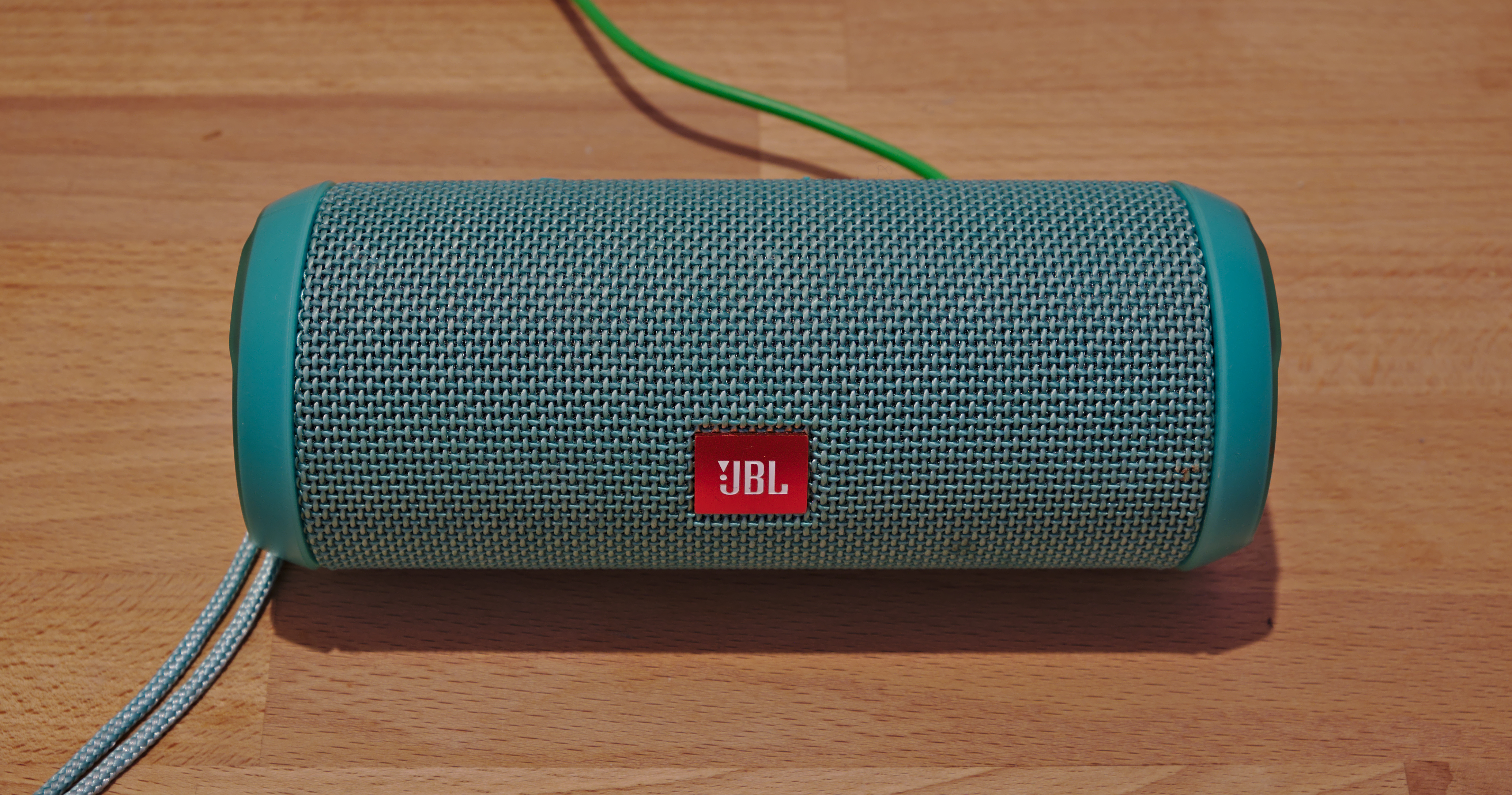
Um alto-falante Bluetooth JBL Flip 3 conectado a um cabo de carregamento.

Alto-falantes sem fio são alto-falantes que recebem sinais de áudio usando ondas de radiofrequência (RF) em vez de cabos de áudio. As duas frequências de RF mais populares que suportam transmissão de áudio para alto-falantes sem fio incluem uma variação de WiFi IEEE 802.11, enquanto outras dependem de Bluetooth para transmitir dados de áudio para o alto-falante receptor.

## Visão geral
Os alto-falantes sem fio são compostos por duas unidades: uma unidade de alto-falante principal que combina o próprio alto-falante com um receptor de RF e uma unidade de transmissão de RF. O transmissor se conecta à saída de áudio de qualquer dispositivo de áudio, como equipamentos de alta fidelidade, televisores, computadores, MP3 players, etc. Um plugue RCA é normalmente usado para conseguir isso. O receptor está posicionado onde o ouvinte deseja que o som esteja, proporcionando a liberdade de mover os alto-falantes sem fio sem a necessidade de usar cabos. A unidade receptora/alto-falante geralmente contém um amplificador para aumentar o sinal de áudio para o alto-falante; é alimentado por baterias ou por uma tomada elétrica CA.
A faixa de frequência do sinal usada pelos alto-falantes sem fio é normalmente a mesma usada pelos telefones sem fio – 900 MHz. O sinal de RF pode atravessar paredes e pisos/tetos. A maioria dos fabricantes afirma que o sinal é transmitido em uma faixa de 150 a 300 pés (50 a 100 m). Muitos alto-falantes sem fio apresentam canais de transmissão variáveis que podem ser definidos usando um botão de ajuste para superar a possível interferência de RF com outros dispositivos sem fio próximos, como telefones sem fio ou babás eletrônicas.

### Qualidade de som
Os modelos mais básicos oferecem apenas uma potência de saída de 3W, o que não permite uma qualidade de som ideal. Os modelos de gama média vão até 5W e os modelos de gama alta podem ir até 10W ou mais. 
O número de alto-falantes também pode variar: enquanto os modelos de entrada são limitados a um único alto-falante, modelos mais elaborados podem oferecer dois e, portanto, ter reprodução de som estéreo. Alguns alto-falantes sem fio adicionam um radiador passivo para melhorar a reprodução de baixa frequência e obter um som mais profundo.

### Bluetooth
Modelos recentes geralmente usam Bluetooth 4.0 ou mesmo Bluetooth 5, e alto-falantes sem fio geralmente têm alcance de 10 metros. Dispositivos Bluetooth usam uma freqüência de comunicação de rádio tal que os dispositivos não precisam estar em uma linha de visão visual uns com os outros.
Alguns alto-falantes podem se beneficiar do sistema NFC para facilitar o emparelhamento com o dispositivo de origem. 

### Bateria
Os alto-falantes sem fio usam baterias recarregáveis para alimentá-los. O tempo de funcionamento do altifalante antes de ser recarregado é normalmente de 6 horas.
Modelos com baterias mais potentes podem durar até 10 horas ou mais. Quase todos os alto-falantes sem fio funcionam com baterias recarregáveis que não são substituíveis, de modo que a vida útil desses alto-falantes é a mesma de suas baterias. Alguns modelos de alto-falantes com grande capacidade de bateria também podem funcionar como um banco de potência para carregar outro dispositivo com capacidade total, como um telefone celular.
Eles geralmente são recarregados com um plugue de aparelho C8 ou um conector USB mais universal, principalmente através de conectores mini ou micro-USB ou USB-C. Outros alto-falantes utilizam conectores proprietários, como o conector Lightning da Apple. O ciclo de carregamento completo de um alto-falante geralmente varia de 3 a 6 horas.

## Alto-falantes sem fio híbridos
A partir de 2015, alguns alto-falantes sem fio integram funções de telefonia VOIP. Outros modelos possuem rádio FM integrado. Os modelos mais sofisticados adicionam uma tela LCD para facilitar a seleção e armazenamento de estações de rádio.
A maioria dos alto-falantes sem fio possui um microfone embutido, que permite receber e fazer chamadas usando um telefone celular no modo mãos-livres. Quando uma chamada é recebida, a música desliga automaticamente e recomeça assim que a chamada termina.
Com o desenvolvimento de assistentes de voz, os fabricantes integraram a capacidade de emparelhá-los com seus dispositivos. Dessa forma, os comandos podem ser passados ao locutor por meio do microfone integrado, que será executado pelo assistente de voz.

## Alto-falante de chuveiro

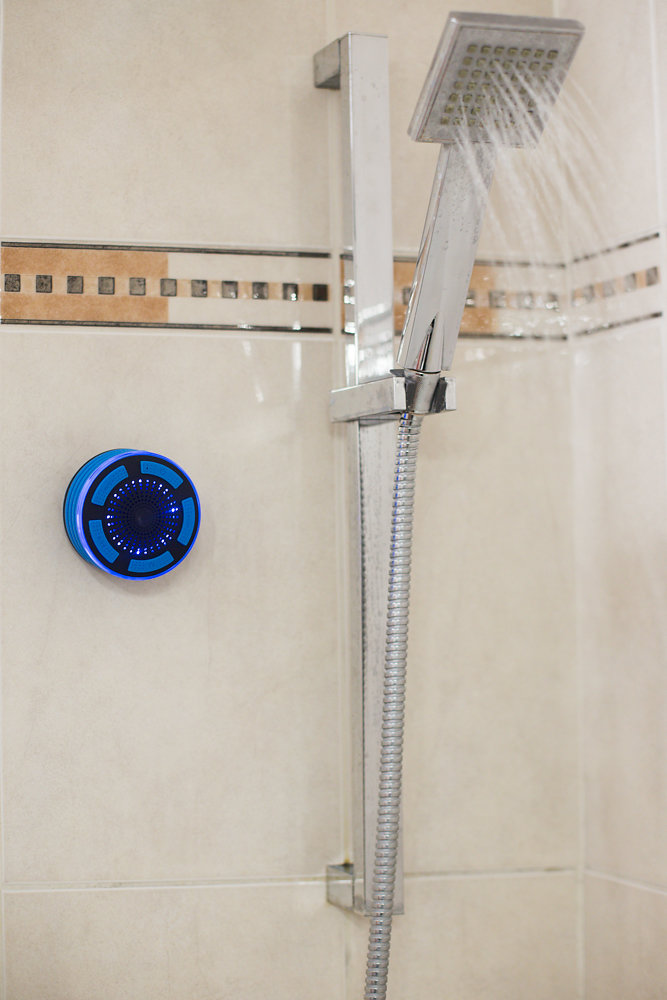
Um alto-falante de chuveiro preso à parede de um chuveiro com uma ventosa

Um alto-falante de chuveiro é um alto-falante Bluetooth projetado para uso em ambientes úmidos, como chuveiros ou, mais geralmente, no banheiro. Há também alto-falantes de chuveiro usando Wi-Fi, embora isso seja mais raro.
O alto-falante deve primeiro ser emparelhado com um dispositivo Bluetooth. Geralmente é um smartphone ou tablet. É este dispositivo que servirá como fonte para a música que será tocada pelo alto-falante. 
Um alto-falante de chuveiro deve, antes de tudo, ser capaz de resistir a respingos de água. Esta resistência é expressa por um índice IP (Ingress Protection) que deve ser mencionado no produto. Os índices mais frequentes encontrados são o índice IPX4, que indica que o dispositivo está protegido contra respingos. Outros modelos oferecem proteção superior, como IPX7. Neste caso, o recinto é completamente submersível em água a uma profundidade de 1 metro durante meia hora. É então considerado impermeável. Alguns modelos, mais raros, estendem sua proteção até o índice 8.
O alto-falante do chuveiro deve poder ser instalado em todos os ambientes. É por isso que os fabricantes planejaram equipar seus dispositivos com diferentes maneiras de consertá-los. A ventosa é o sistema mais básico e é encontrada em alto-falantes de nível básico. Sua principal desvantagem é a má adesão à parede do chuveiro, o que pode fazer com que a unidade caia. O suporte de montagem é o sistema mais seguro para fixar o alto-falante, mas requer fazer um furo na parede. O clipe de mosquetão permite que o alto-falante fique pendurado na barra da cortina do chuveiro. É adequado apenas para os modelos menores e mais leves.